# Scouse the Mouse
Scouse the Mouse (произносится как «Ска́уз зе Ма́ус»; рус. Ска́уз Мышь) — альбом музыки для детей, с участием Ринго Старра (как вокалиста), а также других артистов и музыкантов, выпущенный 9 декабря 1977 в Великобритании лейблом Polydor Records.
Старр исполняет роль основного персонажа сюжета, Scouse the Mouse, который эмигрирует из Ливерпуля в США. «Скауз» — слово, обозначающее и прозвище жителей Ливерпуля в Британии, и ливерпульский акцент или диалект.
Других основных персонажей играют Адам Фэйт (журналист, актёр и певец, многократно добивавшийся успеха в британских чартах 1960-х) («Bonce the Mouse») и Барбара Диксон (шотландская певица) («Molly Jolly»).
Автор сюжета и режиссёр альбома — актёр Дональд Плезенс. Большинство песен, исполненных на альбоме, написал композитор Роджер Браун.
Мультипликационная телевизионная версия истории, рассказанной в альбоме, планировалась к показу по телесети ITV, но показ задерживался в связи с забастовкой, а затем был совсем отменён.
Альбом, ставший третьим и последним изданием Старра на Polydor Records (в соответствии с заключённым между ними контрактом), в США не издавался. По состоянию на 2012 год, альбом не переиздавался на CD-диске.

## Список композиций
| №   | Название                          | Автор(ы)                                   | Ведущий вокал                 | Длительность |
| --- | --------------------------------- | ------------------------------------------ | ----------------------------- | ------------ |
| 1.  | «Living in a Pet Shop»            | Роджер Браун                               | Ринго Старр                   | 4:03         |
| 2.  | «Sing a Song for the Tragopan»    | Браун / Дональд Плезенс                    | Барбара Диксон                | 3:16         |
| 3.  | «Scouse’s Dream»                  | Браун                                      | Ринго Старр                   | 3:38         |
| 4.  | «Snow Up Your Nose for Christmas» | Meira Pleasence / Дональд Плезенс          | Ben Chatterly                 | 3:47         |
| 5.  | «Running Free»                    | Браун                                      | Ринго Старр                   | 3:21         |
| 6.  | «America (A Mouse’s Dream)»       | Браун                                      | Адам Фэйт                     | 3:40         |
| 7.  | «Scousey»                         | Браун                                      | Lucy Pleasence                | 3:25         |
| 8.  | «Boat Ride»                       | Браун                                      | Ринго Старр                   | 3:56         |
| 9.  | «Scouse the Mouse»                | Браун                                      | Ринго Старр                   | 2:50         |
| 10. | «Passenger Pigeon»                | Браун / Дональд Плезенс                    | Барбара Диксон                | 1:25         |
| 11. | «I Know a Place»                  | Браун / Ruan O’Lachlainn / Дональд Плезенс | Polly Pleasence и Ринго Старр | 4:25         |
| 12. | «Caterwaul»                       | Jim Parker                                 | инструментальная пьеса        | 2:04         |
| 13. | «S.O.S.»                          | Браун                                      | Ринго Старр                   | 2:42         |
| 14. | «Ask Louey»                       | Браун / Дональд Плезенс                    | Rick Jones                    | 3:57         |
| 15. | «A Mouse Like Me»                 | O’Lochlainn                                | Ринго Старр                   | 4:22         |

## Участники записи

### Действующие лица и исполнители
- Scouse: Ринго Старр
- Bonce: Адам Фэйт
- Molly Jolly: Барбара Диксон
- MR.Jolly/Captain: Michael Golden
- Holly Jolly: Miranda Pleasence (вокал: Lucy Pleasence)
- Olly Jolly: Ben Chatterley
- Little Boy/Geoffrey the Cat: Henry Wolfe
- American Lady: Ruby Wax
- Louey the Gull: Rick Jones
- Narrator: Дональд Плезенс

### Музыканты
- Барабаны: Henry Spinetti
- Бас-гитара: Garry Taylor
- Фортепиано: Pete Solley, Tommy Eyre
- Электроорган: Pete Solley
- Электрогитара: Phil Palmer/Ray Russell & Nigel Jenkins
- Акустическая гитара: Roger Brown & Gary Taylor
- Steel Guitar, добро: Rod King
- Банджо: Keith Nelson
- Фиддл, мандолина: Graham Preskett
- Перкуссия: Simon Morton
- Флейта: Raph Ravenscott

.
- Бэк-вокал: Gary Taylor, Joanna Carlin, Pete Zorn, Paul Da Vinci & Roger Brown
- Голоса в Pet Shop: Garry Taylor
- Сопрано: Sylvia King & Joan Baxter.

.
- Аранжировка: Jim Parker
- Аранжировка для флейты в «Boat Ride» и для духовых в «Scouse the mouse»: Peter Zorn
- Музыкальное руководство: Roger Brown

### Технический персонал
- Дизайн: Jill Mumford
- Продюсер, запись: Hugh Murphy
- Записано в Berwick Studios.
- Иллюстрации: Gerry Potterton.